# Grisslehamn
Grisslehamn ist ein Ort (tätort) am Nordende der Insel Väddö in der schwedischen Gemeinde Norrtälje, Provinz Stockholms län. Der Ort liegt an der Ostseeküste am „Ålandmeer“.
Von Grisslehamn aus verkehren Fähren der Reederei Eckerö nach Eckerö auf Åland. Von Åland aus sind weitere Fährverbindungen nach Finnland und Estland möglich.

## Geschichte
Das ursprüngliche Grisslehamn, das heute den Namen Gamla Grisslehamn (‚Alt-Grisslehamn‘) trägt, befindet sich nur wenige Kilometer südlich der heutigen Stadt. Der Ort wird das erste Mal in historischen Abhandlungen über die Postverbindung zwischen Finnland und Åland im Jahr 1376 erwähnt.

### Mittelalter
Die Sicherung des Postweges war neben der Fischerei für eine lange Zeit die wichtigste Aufgabe in Grisslehamn. Dies hatte insbesondere eine große Bedeutung für die schwedischen Könige, da über diesen Weg wichtige königliche Edikte verteilt wurden.
Die Organisation des alten Postwegs wurde im Jahr 1638 auf Initiative des Kanzlers Axel Oxenstierna gestärkt. Dazu wurde alle zwei bis drei Meilen ein so genanntes Postgehöft eingerichtet. Die Bewohner dieser Gehöfte waren verantwortlich, die Post zum nächsten Gehöft zu transportieren. Die Arbeit war anstrengend und manchmal auch gefährlich, vor allem im Winter. Insbesondere beim Transport über See passierten tödliche Unfälle.

### 18. Jahrhundert
Als ein Feuer Grisslehamn 1754 zerstörte, entschied der schwedische König, Grisslehamn an die heutige Stelle ein paar Kilometer nördlich der alten Position zu verschieben. Der Hauptgrund für die Verlegung war die kürzere Strecke über See nach Eckerö auf Åland, so dass der Transport der Post erleichtert wurde. 1756 gilt als Gründungsjahr des heutigen Grisslehamn. Es wurde ein neues Postamt und eine Kaserne (geschlossen 1869) errichtet. Das von Carl Fredrik Adelcrantz entworfene Postamt ist das älteste ausschließlich für Postdienste erbaute Gebäude in Schweden.

### 19. Jahrhundert
Während des Krieges gegen Russland 1808–1809 geriet Grisslehamn wieder in den Mittelpunkt der Aufmerksamkeit. Der Kommandant von Åland, Baron Georg Carl von Döbeln, floh über die zugefrorene See nach Grisslehamn, als die Russen unter General Kulnew die Insel einnahmen. Kulnew verfolgte von Döbeln über das Eis nach Grisslehamn, aber bevor dieser das Dorf erreichte, zog sich von Döbeln nach Älmsta zurück. Nur eine kleine Einheit unter Leitung eines jungen Fähnrichs blieb zurück. Kulnew drohte Grisslehamn niederzubrennen, wenn die Einheit sich nicht ein paar Kilometer zurückziehen würde. Nach einer kurzen Bedenkzeit zog sich der Fähnrich mit seiner Einheit zurück, obwohl er damit riskierte, vor ein Kriegsgericht gestellt zu werden. Kulnew blieb nicht lange, sondern zog wenig später ab. Grisslehamn war damit gerettet.
In Erinnerung an die gefallenen Soldaten, die Grisslehamn am 19. März 1809 verteidigten, wurde eine Statue im Hafen in Form eines Hutes, inspiriert durch die einheitlichen Hüte des Uppland-Regiments, aufgestellt.

### 20. Jahrhundert
Zu Beginn des 20. Jahrhunderts wurden die Ruderboote zur Postbeförderung durch Dampfschiffe ersetzt. Doch das Postrudern ist bis heute in einem jährlichen Rennen erhalten geblieben. Damit nahm der Tourismus eine stärkere Rolle ein. Im Jahr 1903 eröffnete das Hotel Havsbaden und konnte im Jahre 1907 bereits 1300 Sommergäste zählen.
Heute ist neben dem Tourismus die Fährverbindung zwischen Grisslehamn und Eckerö auf Åland (Eckerölinjen) die wichtigste Einnahmequelle. Der Ort verfügt über einen kleinen Fischereihafen.

## Kultur
Auch in der Kultur hat Grisslehamn eine bedeutende Rolle gespielt. Der bekannteste Künstler, der in Grisslehamn gewohnt hat, war der Autor, Künstler und Karikaturist Albert Engström (1869–1940). Er erwarb das Grundstück Augustberg im Jahr 1900 und erbaute dort ein Wohnhaus, das heute als ein Museum dient. Nur wenige Minuten vom Wohnhaus liegt das ehemalige Atelier des Künstlers direkt an den Klippen. Die Seeseite ist weiß statt rot angemalt, da es als Seezeichen dient. Zu seinen Lebzeiten gingen viele zeitgenössische Künstler ein und aus, darunter Carl Larsson, Anders Zorn, August Strindberg und Bruno Liljefors. Auch Evert Taube wurde eingeladen.
In Grisslehamn waren auch weitere mehr oder weniger bekannte Künstler tätig wie zum Beispiel der Holzkünstler Karl Johan Andersson, der ein enger Freund Engströms war, und Sänger Cacka Israelsson. Aus Grisslehamn stammt auch der Schauspieler Krister Henriksson.

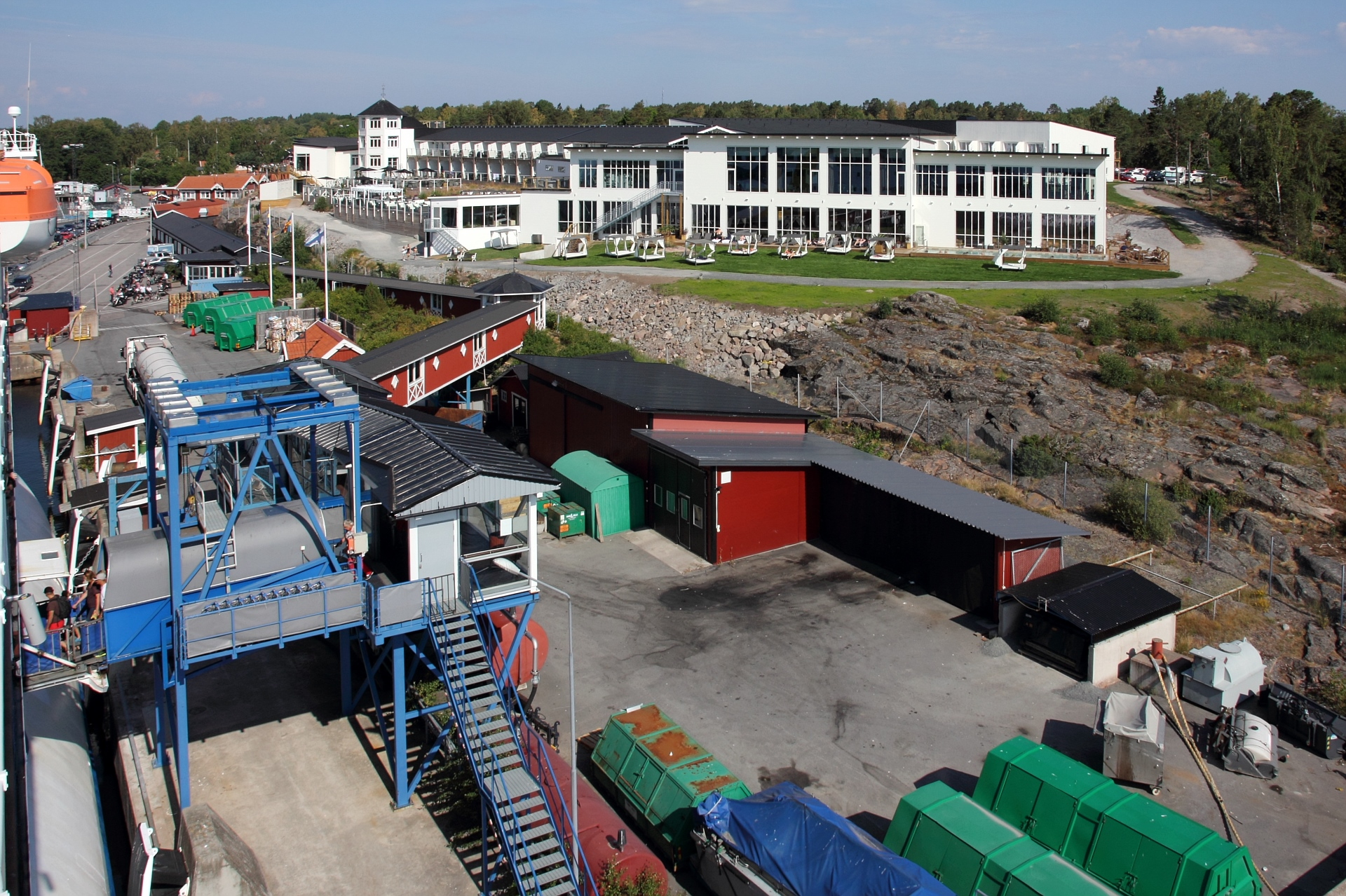
Fähranleger in Grisslehamn und Hotel Havsbaden
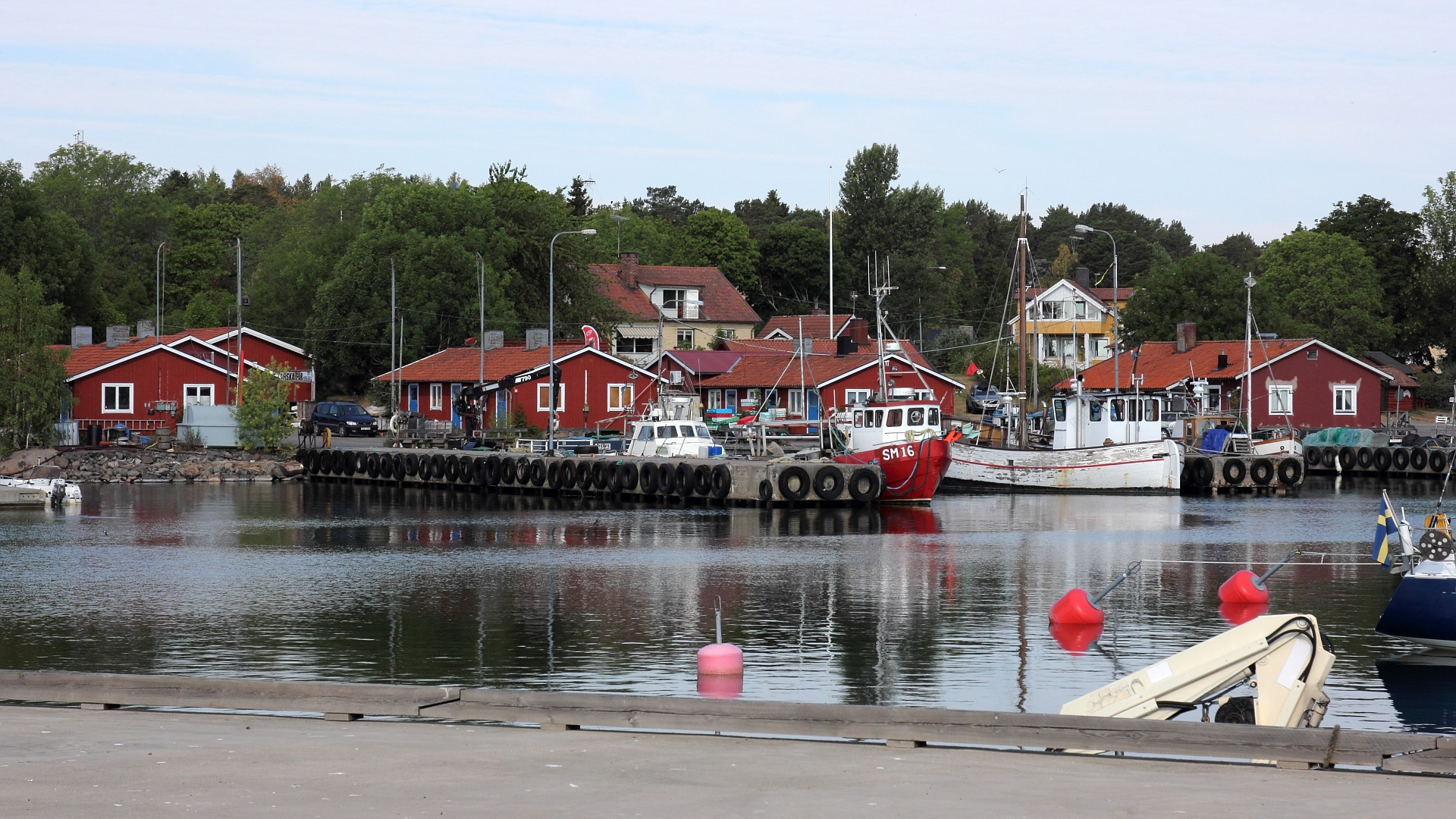
Fischereihafen in Grisslehamn
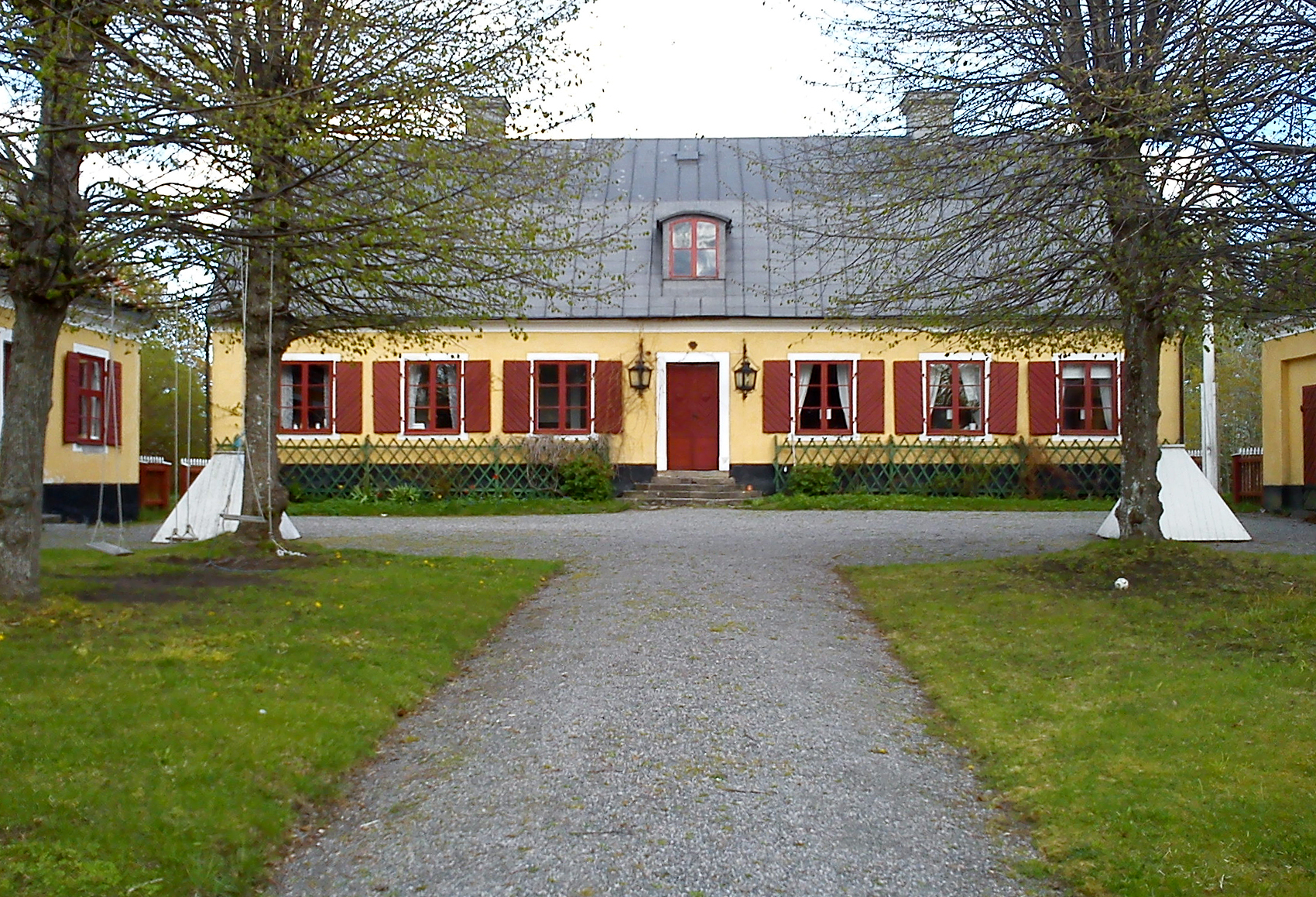
Grisslehamns Post
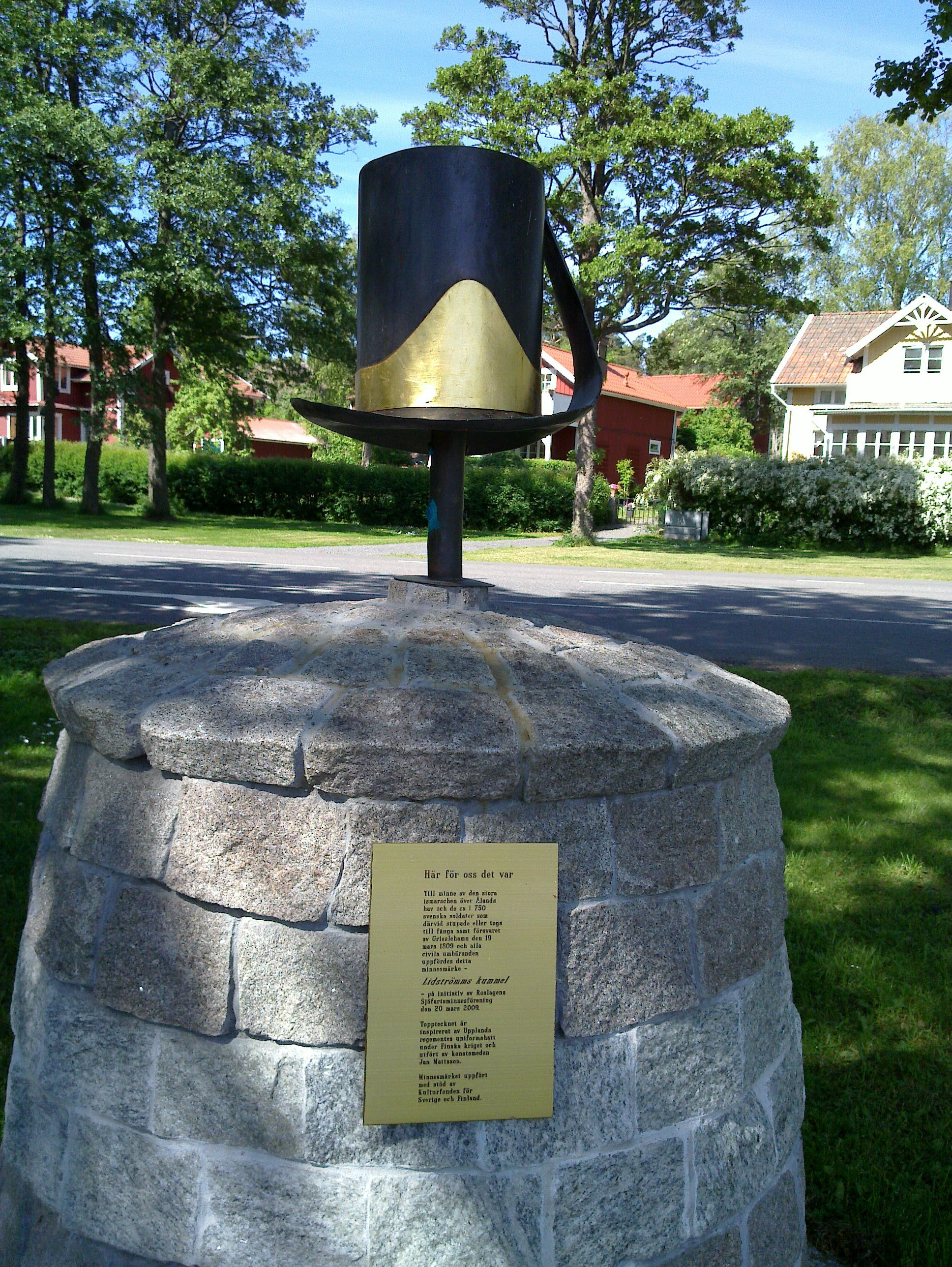
Denkmal zu Ehren der 1809 gefallenen Soldaten
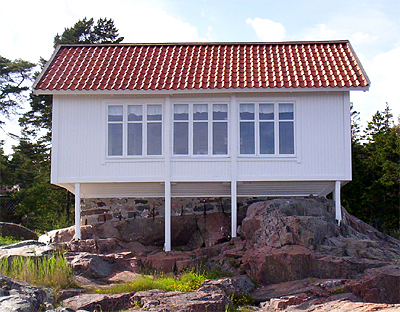
Engströms Atelier